# Lusignac
Lusignac – miejscowość i gmina we Francji, w regionie Nowa Akwitania, w departamencie Dordogne.
Według danych na rok 1990 gminę zamieszkiwały 192 osoby, a gęstość zaludnienia wynosiła 24 osób/km² (wśród 2290 gmin Akwitanii Lusignac plasuje się na 985. miejscu pod względem liczby ludności, natomiast pod względem powierzchni na miejscu 1204.).